# بارانو ديشيا
بارانو ديشيا، (بالإنجليزية: Barano d'Ischia)‏، (اللغة النابولية:Varànë)، هي بلدة صغيرة و(بلدية) في مدينة نابولي متروبوليتان في إقليم كامبانيا الإيطالي، وتقع في المنطقة الجنوبية الغربية من جزيرة إسكيا، على بعد حوالي 30 كم جنوب غرب نابولي.

## السكان
في سنة 1861 بلغ عدد السكان 4٬142 نسمة، وتطور العدد ليصل في سنة 2011 لـ 9٬882 نسمة.
يظهر هذا المخطط البياني تطور النمو السكاني لـ بارانو ديشيا